# Banca nazionale della Repubblica d'Abcasia
La Banca nazionale della Repubblica d'Abcasia è la banca centrale della Abcasia.
La moneta ufficiale dello stato è l'apsar abcaso.